# Janthina pallida
Janthina pallida är en snäckart som beskrevs av W. Thompson 1840. Janthina pallida ingår i släktet Janthina och familjen Janthinidae. Inga underarter finns listade i Catalogue of Life.